# Dolmen du Serrat Blanc
Le dolmen du Serrat Blanc est un dolmen situé à Rodès, dans le département français des Pyrénées-Orientales.

## Historique
Le dolmen a été découvert par Yves Blaize après un incendie survenu en août 2005 mais les lieux étaient connus et avaient servi de terrain d'entraînement militaire au cours du XXe siècle. 

## Description
L'édifice est un petit dolmen de type coffre. L'édifice a été « restauré » de manière rapide par la commune. La chambre adopte désormais une forme rectangulaire (1,15 m de long sur 1 m de large et 0,90 m de hauteur) et elle est fermée sur ses quatre côtés par des orthostates complétés par des murettes en pierre. Avant restauration, les orthostates n'étaient ni parallèles ni au même niveau. L'ensemble est recouvert d'une unique dalle de couverture de 1,80 m de long sur 1,40 m de large et 0,20 m d'épaisseur. Le tumulus a été endommagé par un bulldozer lors de la restauration. Il est constitué de petits blocs en granite et quelques blocs plus gros restés en place semblent indiquer une forme circulaire de 6 à 7 m de diamètre.

## Matériel archéologique
Un petit matériel archéologique a été récolté en surface du tumulus. Il comprend 3 percuteurs en quartz et une dizaine de tessons de céramique modelée sans décor ou caractéristiques précises.
Le plan rectangulaire de l'édifice et ses dimensions réduites pourraient le rattacher à l'Âge du cuivre ou au début de l'Âge du bronze.